# Brachypodium madagascariense
Brachypodium madagascariense är en gräsart som beskrevs av Aimée Antoinette Camus och Joseph Marie Henry Alfred Perrier de la Bâthie. Brachypodium madagascariense ingår i släktet skaftingar, och familjen gräs.
Artens utbredningsområde är Madagaskar. Inga underarter finns listade i Catalogue of Life.